# Municipio de Ephrata
El municipio de Ephrata (en inglés: Ephrata Township) es un municipio ubicado en el condado de Lancaster en el estado estadounidense de Pensilvania. En el año 2000 tenía una población de 8.026 habitantes y una densidad poblacional de 190.9 personas por km².

## Geografía
El municipio de Ephrata se encuentra ubicado en las coordenadas 40°10′00″N 76°10′59″O / 40.16667, -76.18306.

## Demografía
Según la Oficina del Censo en 2000 los ingresos medios por hogar en la localidad eran de $48,025 y los ingresos medios por familia eran de $53,295. Los hombres tenían unos ingresos medios de $37,270 frente a los $22,487 para las mujeres. La renta per cápita de la localidad era de $19,588. Alrededor del 5,9% de la población estaba por debajo del umbral de pobreza.